# الدار، إب
الدار هي إحدى قرى الجمهورية اليمنية. وهي تتبع جغرافيًا لمحافظة إب. وإداريًا لمديرية السياني. يبلغ تعداد سكانها 1166 نسمة حسب الإحصاء الذي جرى عام 2004.